# Давлетшин, Валерий Рафикович
Валерий Рафикович Давлетшин (род. 1 февраля 1964, Куйбышев) — советский и российский хоккеист, защитник. Мастер спорта СССР. Тренер.

## Биография
Воспитанник уфимского хоккея. Дебютировал за СК им. Салавата Юлаева 10 марта 1981 года в гостевом матче чемпионата СССР против московского «Динамо» (6:7). Восемь сезонов отыграл за команду второй лиги «Авангард» Уфа, изредка выступая за «Салават Юлаев». Сезон 1989/90 провёл в омском «Авангарде», следующие пять лет играл в «Салавате Юлаеве», бронзовый призер чемпионата МХЛ 1994/95. Обладатель Европейского Кубка Федерации 1995. Выступал за словенский клуб «Спортина» Блед (1995/96 — бронзовый призёр чемпионата), команду высшей лиги чемпионата России «УралАЗ» Миасс (1996—1998).
Главный тренер «Амура-2» Хабаровск (первая половина сезона 2004/05), тренер юниорской сборной России (2006—2008), тренер команды 1998 г. р. «Салавата Юлаева» (2009—2012). Главный тренер женской команды СКИФ НН (2013/14), с которой стал чемпионом России. Главный тренер (2014/15, 2016/17) тренер (2017/18 — 25 октября 2019) команды «Амурские тигры». Главный тренер клуба КХЛ «Амур» (2014/15, с 26 февраля), тренер команды в следующем сезоне. Главный тренер клуба ВХЛ «Торос» Нефтекамск (2020—2021). Тренер в СШОР № 1 (СПб) (2021—2022). В сезоне 2022/23 — главный тренер женского клуба «Агидель», с которым стал чемпионом России и чемпионом ЖХЛ. По ходу сезона был также главным тренером женской сборной России в ряде международных турниров.